# Leo Ricci
Leonardo Daniel Ricci, detto Leo (Buenos Aires, 14 giugno 1979), è un ex cestista argentino con cittadinanza italiana, di ruolo guardia.

## Carriera
Ha giocato per due stagioni nella massima serie argentina con l'Obras Sanitarias.
Nel 2011 ha militato nella Viola Reggio Calabria, ritirandosi nello stesso anno.